# Митропа куп 1983.
Митропа куп 1983. је било 41. издање клупског фудбалског такмичења Митропа купа.
Такмичење је трајало од 19. октобра 1982. до 6. априла 1983. године. Учествовале су четири екипе из Италије, Мађарске, Чехословачке и СФР Југославије. Играло се у једној групи, свако са сваким по две утакмице. Није било финалне утакмице него је првак групе био и победник купа за 1983. годину.

## Резултати
| Клуб   | Мађарска | Чехословачка | Социјалистичка Федеративна Република Југославија | Италија |
| ------ | -------- | ------------ | ------------------------------------------------ | ------- |
| Вашаш  | –        | 2:0          | 3:1                                              | 1:0     |
| Жилина | 3:1      | –            | 2:0                                              | 4:0     |
| Земун  | 2:1      | 2:0          | –                                                | 4:2     |
| Верона | 1:2      | 1:1          | 1:1                                              | –       |

| Табела    | ИГ | Д | Н | И | ГД | ГП | ГР | Бод. |
| --------- | -- | - | - | - | -- | -- | -- | ---- |
| 1. Вашаш  | 6  | 4 | 0 | 2 | 10 | 7  | +3 | 8    |
| 2. Жилина | 6  | 3 | 1 | 2 | 10 | 6  | +4 | 7    |
| 3. Земун  | 6  | 3 | 1 | 2 | 10 | 9  | +1 | 7    |
| 4. Верона | 6  | 0 | 2 | 4 | 5  | 13 | -8 | 2    |

| Освајач Митропа купа 1983. |
| -------------------------- |
| Вашаш 6. Титула            |